# Невалъ Чори
Невалъ чори (на турски: Nevalı Çori) е ранен неолитен комплекс на река Ефрат в Източна Турция, разположен в подножието на планините Тавър на 490 m н.в. Съдържа древни храмове и монументална скулптура. Датиран е около IX-X хилядолетие пр.н.е., което заедно с Гьобекли тепе, го прави един от най-старите археологически обекти от неолита.
Разкопките се провеждат между 1983 и 1991 година от немски специалисти от Хайделбергския университет с цел да се спасят много от артефактите. Днес този археологически комплекс се намира под вода, залян от водите на Ефрат след построяване на язовирна стена.